# Camelia la Texana
Camelia la Texana é uma telenovela estadunidense-mexicana produzida pela Argos Comunicación e Telemundo Studios e exibida entre 25 de fevereiro e 22 de maio de 2014. É protagonizada por Sara Maldonado, Erik Hayser, Andrés Palacios e Dagoberto Gama. 

## Sinopse
Camelia Pineda, "La Texana" é uma formosa e doce jovem, natural de San Antonio, que por un agravo de amor se converte em uma perigosa criminosa. Marcada pelo despeito produzido pela traição de Emilio Varela. Camelia seguirá uma carreira no mundo do contrabando até se converter na primeira rainha dos carteis. Aquela que algum dia foi uma menina inocente que cresceu no amor, agora é uma mulher forte, valente e mítica que controla o passo da droga pela fronteira entre México e Estados Unidos. Ela nasceu para se converter em lenda, a lenda de Camelia "la Texana". 

## Elenco
| Ator                   | Personagem                  |
| ---------------------- | --------------------------- |
| Sara Maldonado         | Camelia Pineda "La Texana"  |
| Erik Hayser            | Emilio Varela/ Aaron Varela |
| Andrés Palacios        | Teniente Facundo García     |
| Dagoberto Gama         | Don Antonio Treviño         |
| Arcelia Ramírez        |                             |
| Luis Ernesto Franco    | El Alacrán                  |
| Eréndira Ibarra        | Alison Bailow de Varela     |
| Claudette Maillé       | Rosaura Pineda              |
| Rodigo Oviedo          |                             |
| Julio Alberto Casado   | Benigno Treviño             |
| Tamara Mazarrasa       | Lu Trenino                  |
| Estefania Villarreal   | Mireya Osuna                |
| Peter Theis            |                             |
| Iñaki Goci             |                             |
| Víctor Alfredo Jímenez | Xiang Treviño               |
| Ana Paula de León      |                             |
| Joaquín Garrido        | Don Arnulfo Navarro         |

## Exibição internacional
- Telemundo (emissora original)